# K.u.k. FB 6
Die Dampflokomotive k.u.k. FB 6 war eine Schmalspur-Schlepptenderlokomotive der k.u.k. Feldbahn.
Diese kleine Lokomotive mit 700 mm Spurweite wurden von der Maschinenfabrik Budapest 1902 gefertigt.
Die erste Achse war eine Klien-Lindner-Hohlachse.
Die Spurkränze der Räder der ersten und vierten Achse waren innen, die der zweiten und dritten Achse außen situiert.
Da die Maschine relativ spät geliefert wurde, konnte sie von den Heeresfeldbahnen nicht ausreichend erprobt werden, bevor die Entscheidung betreffend die Serienfertigung gefällt werden sollte.
Sie war zwar leistungsmäßig die stärkste der Probelokomotiven (die E-Lok Nr. 5 wurde zwar bei Ganz bestellt, offenbar aber nicht geliefert), da aber die außen angebrachten Spurkränze auf Weichenherzen aufliefen und repariert werden mussten, kam es zu keiner Nachbestellung.
Das Fahrzeug kam nach 1918 zur Waldbahn Beszterce.